# شهرستان جبل ماررا
شهرستان جبل ماررا یک منطقهٔ مسکونی در سودان است که در دارفور غربی واقع شده‌است.